# 前川真平

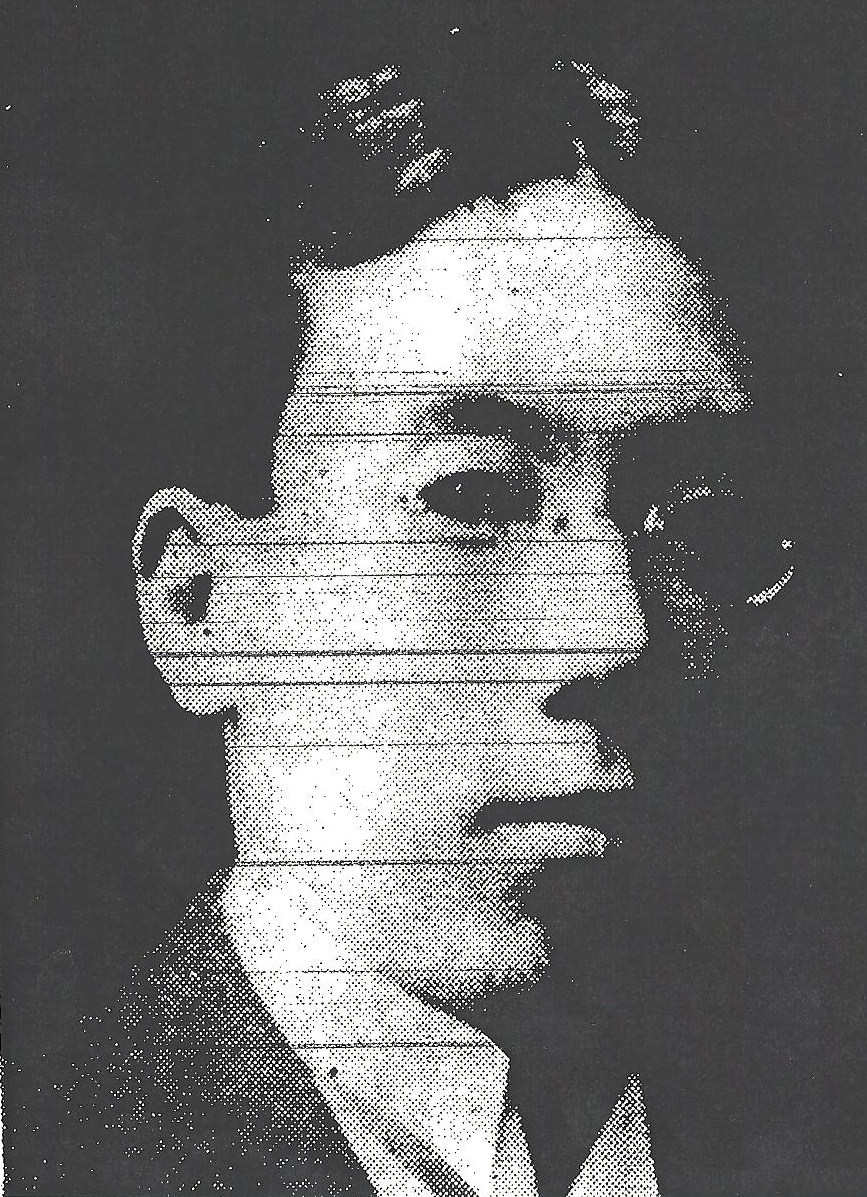
前川真平

前川 真平（まえかわ しんぺい、1874年12月1日 - 1906年4月24日、 英語 Shinpei MaekawaまたはShinpei Mykawa）は、愛知県出身の農業技術者。渡米し、テキサス州の南東部に稲作を導入させた。ヒューストンのMykawaという地域名、ならびにMykawa Roadという道路は彼の名にちなんで命名された。"Mykawa"は当初マエカワと発音させるためのスペリングであったが、米国での発音は“マイカワ”である。

## 生涯
前川は高等商業学校（のちの東京高等商業学校→東京商科大学、現・一橋大学）を卒業した。同校は当時、東京の商業学校の筆頭に位置づけられていた。
1903年、海軍士官だった前川は、翌年開催されたセントルイス万国博覧会日本使節団の一員として渡米した。日本への帰途、彼はヒューストンを通過した。その時彼はこの周りの土地が稲作に非常に適していると確信した。前川はエリンという駅に降りた。前川は世界博覧会の後に、稲作プロジェクトを組織し、1906年に他の4人の男とテキサスに帰った。前川はエリン駅周辺に稲作農場を設けた。
1906年4月24日、前川は農業機械の上に落ちて死亡した。アッチソン・トピカ・アンド・サンタフェ鉄道 は前川を記念して、エリン駅をMykawa Stationと改名した。テキサスに移民した日系人は、前川の功績により友好的な扱いを受けた。 エリンに設立された学校はMykawa Schoolと命名され、また Mykawa Road も彼の名にちなんで命名された。これらの名前は日本語とは異なる発音で話される。2008年現在もMykawaはヒューストンのある地域の名前である。
前川の墓はヒューストンのハリウッド墓地にある。第2次世界大戦時には、墓を壊すという電話があったので、一時、安全な場所に移された。

## ギャラリー

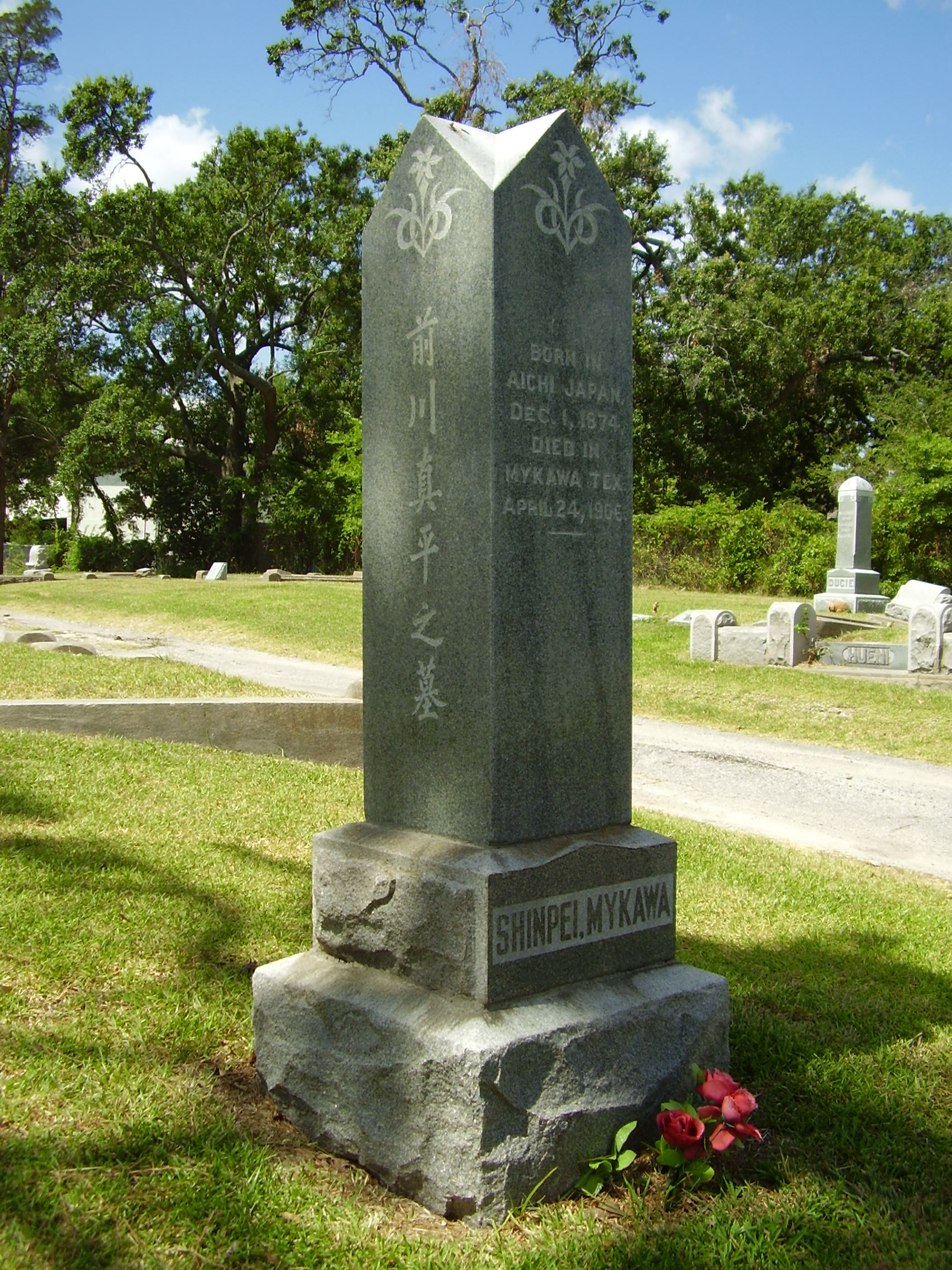
ハリウッド墓地にある前川真平の墓

## 関連文献
- Hosokawa, Bill. "Nisei: the quiet Americans : the story of a people." University Press of Colorado (EN), 1992. ISBN 0870812734, 9780870812736. Shinpei Mykawa is mentioned in p. 144.